# Little Meelup Beach
Little Meelup Beach är en strand i Australien. Den ligger i kommunen Busselton och delstaten Western Australia, omkring 190 kilometer söder om delstatshuvudstaden Perth.
Trakten runt Little Meelup Beach består till största delen av jordbruksmark. Runt Little Meelup Beach är det glesbefolkat, med 13 invånare per kvadratkilometer. Genomsnittlig årsnederbörd är 1 201 millimeter. Den regnigaste månaden är maj, med i genomsnitt 210 mm nederbörd, och den torraste är januari, med 9 mm nederbörd.